# 城柵

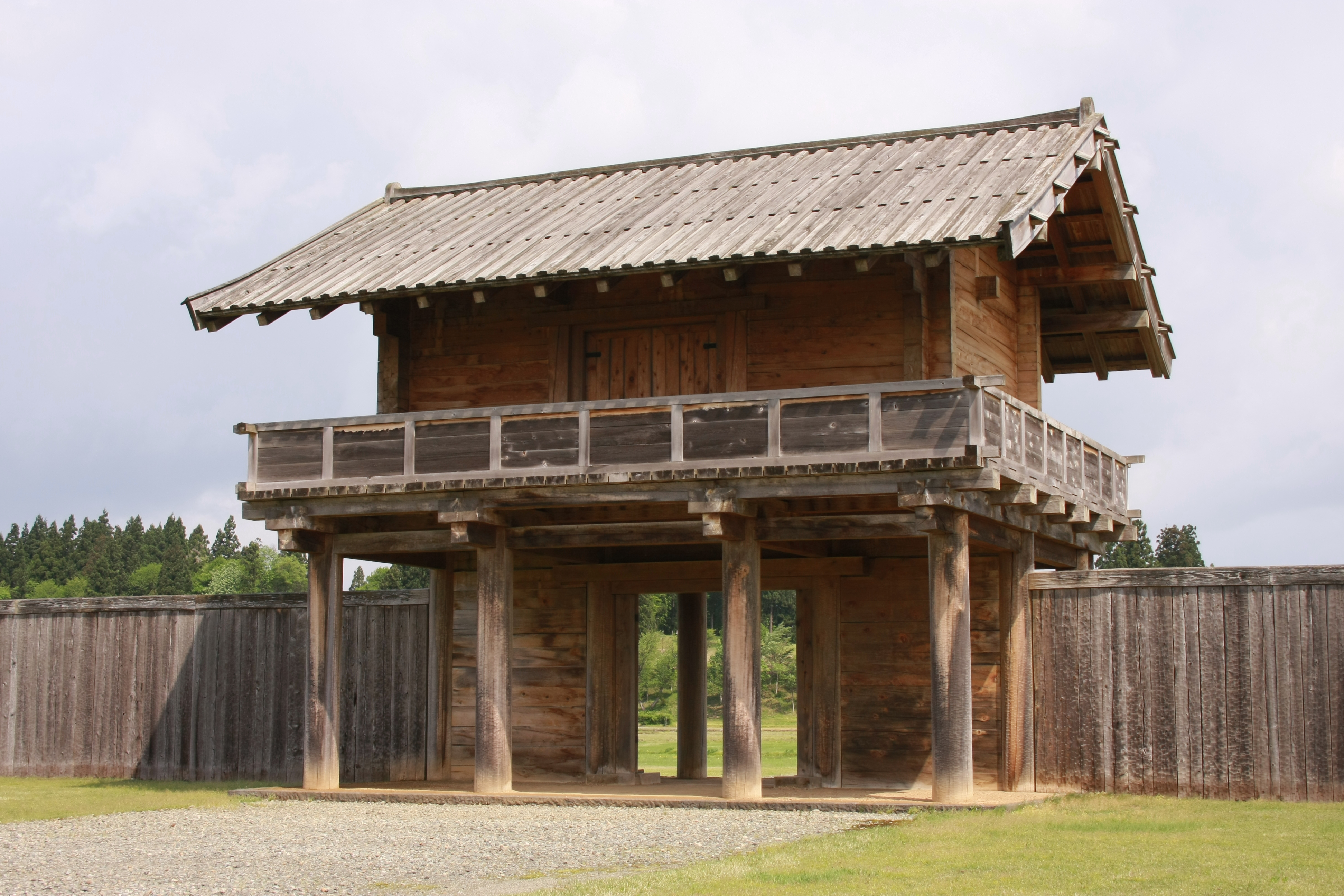

城柵，是日本大和朝廷在7－11世紀律令時代於本州東北（秋田縣）的軍事據點。大和朝廷設置城柵是為了征服蝦夷，內有駐軍和官府，在城柵內也有居民生活，稱柵戶。
這些城柵於10－11世紀逐漸消失，當時對蝦夷的征服已結束，也逐漸成立了令制國（出羽國）。